# Quercus palustris
Quercus palustris là một loài thực vật có hoa trong họ Cử. Loài này được Münchh. miêu tả khoa học đầu tiên năm 1770.

## Hình ảnh

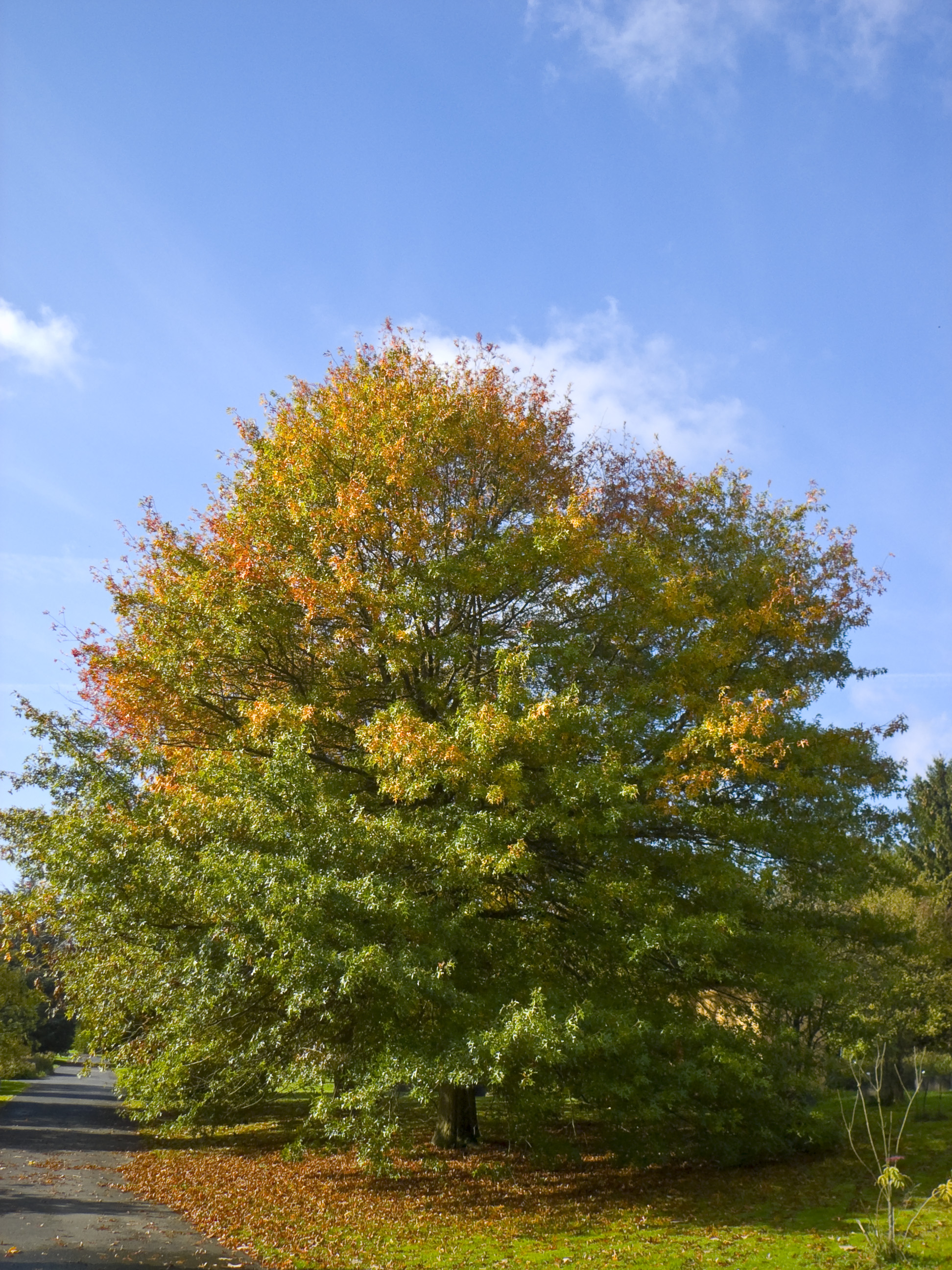
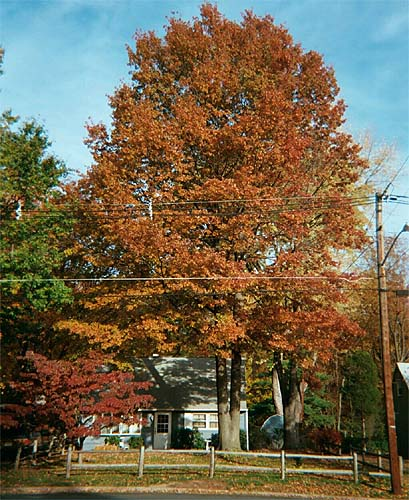
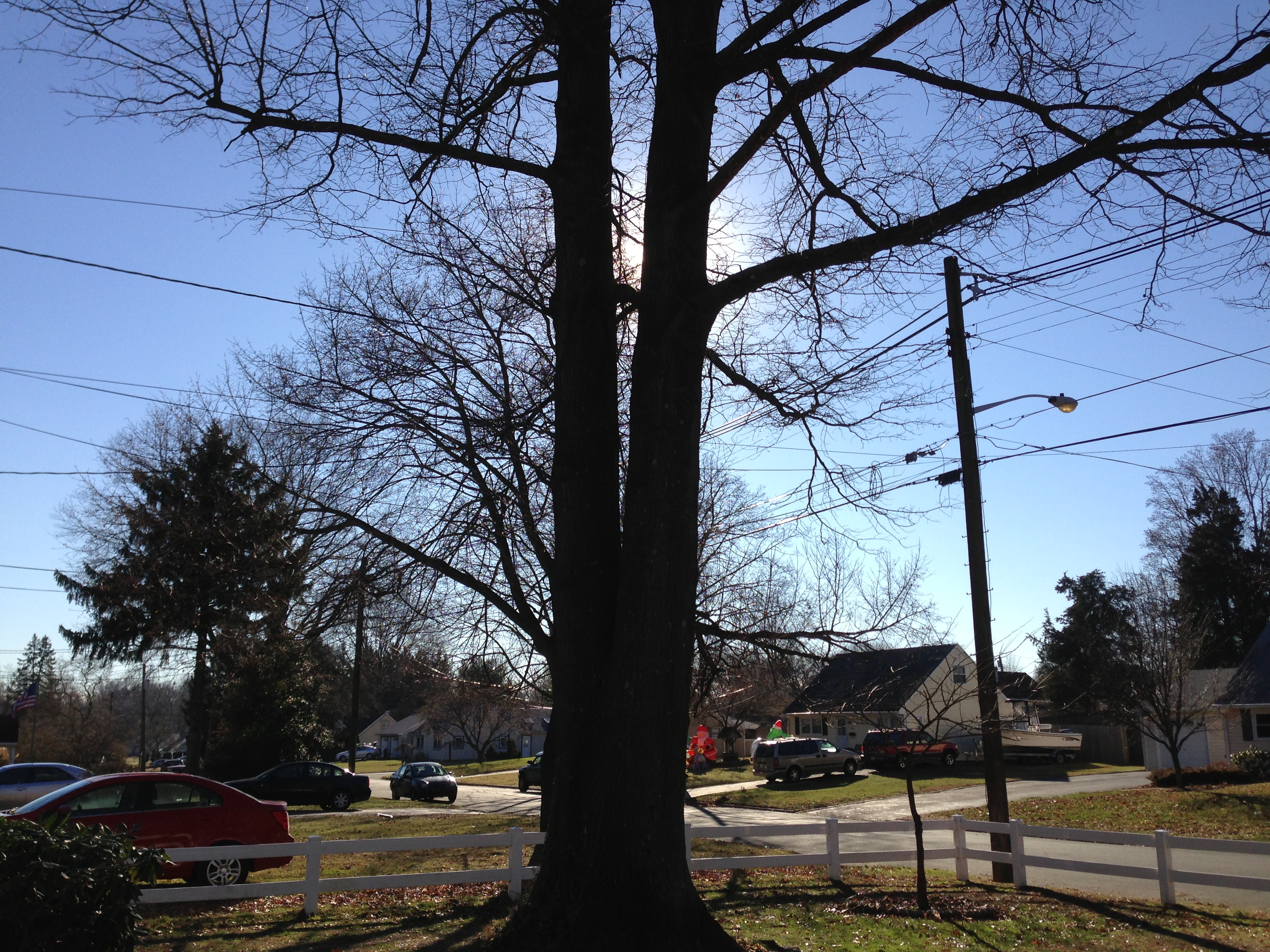
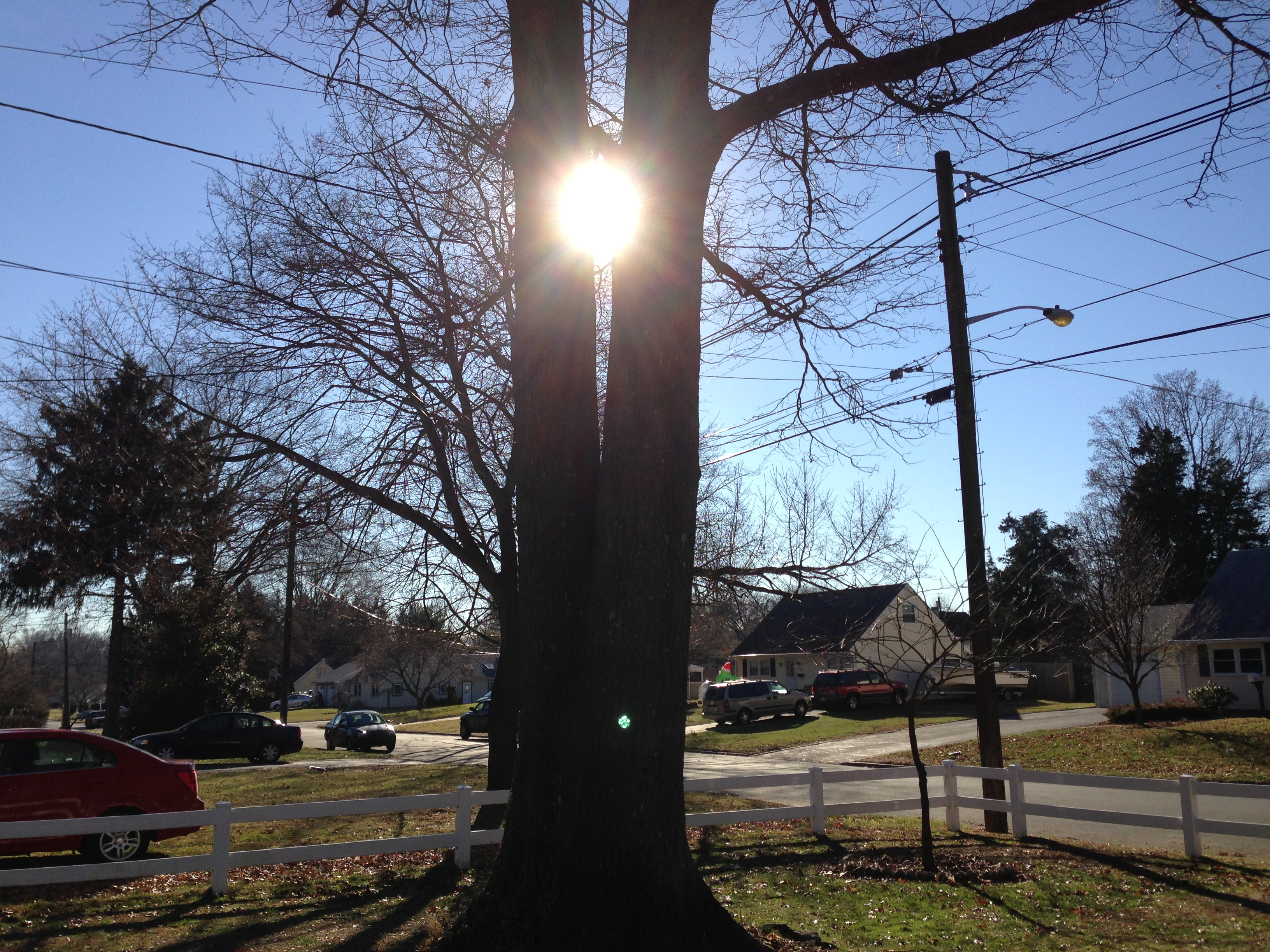